# Феофоб
Феофоб (д/н — 842) — військовий діяч Візантійської імперії.

## Життєпис
Належав до перської аристократії. Його батьки були прихильниками секти хуррамітів — супротивників ісламу, тому переслідувалися в Абассидському халіфаті. При народженні отримав ім'я Наср. Згодом став одним з очільників хуррамітів, ставши військовиком Бабека. У жовтні—листопаді 833 року хурраміти зазнали низки поразок від військ халіфату. Тому вирішили тікати до Візантії. Наср з 14 тис. персів перебравшись через Вірменське нагір'я прибув до імперії.
В Візантій Наср перейшов до християнства, змінивши ім'я на Феофоб, також отримав ласку з боку імператора Феофіла, який надав новонаверному титул патрикія та оженив зі своєю сестрою. З колишніх хуррамітів Феофоб створив окремий військовий підрозділ.
У 837 році імператор доручив Феофобу керувати військовою кампанією проти Абассидського халіфату. Того ж року захопив Заперту, рідне місто халіфа Аль-Мутасіма, що призвело до запеклої війни. 838 року брав участь у битві при Анзені, де керував правим флангом. Звитяжно та вправно керував військом, але безладдя на лівому фланзі та центрі, паніка щодо смерті імператора, призвела до загальної втечі. В цьому розгардіяжі Феофоб врятував імператора Феофіла від ворогів, дозволивши відступити. Того ж року не маючи відомостей про ситуацію, повіривши чуткам про смерть імператора, у Синопі та Константинополі оголосили імператором Феофоба. В свою чергу той не зробив нічого для захоплення влади, а навпаки заспокоїв ситуацію до 839 року.
У 840 році брав участь у військових діях проти арабів в Кілікії. Вороги поширили чутки про його загибель. У 842 році під час хвороби Феофіла його дружина Феодора та брат Петрон побоювалися можливих амбіцій Феофоба, що як родич мав права на трон. Тому вмовили помираючого Феофіла надати наказ про страту Феофоба, що й було зроблено.